# تری نیل
تری نیل (انگلیسی: Terry Neill؛ زادهٔ ۸ مهٔ ۱۹۴۲ – درگذشتهٔ ٢٨ ژوئیهٔ ٢٠٢٢) بازیکن فوتبال اهل بریتانیا بود.
از باشگاه‌هایی که در آن بازی کرده‌است می‌توان به باشگاه فوتبال هال سیتی، باشگاه فوتبال آرسنال اشاره کرد.
وی همچنین در تیم ملی فوتبال ایرلند شمالی بازی کرده‌است.